# Бібянна (Великопольське воєводство)
Бібянна (пол. Bibianna) — село в Польщі, у гміні Малянув Турецького повіту Великопольського воєводства.
Населення — 260 осіб (2011).
У 1975-1998 роках село належало до Конінського воєводства.

## Демографія
Демографічна структура станом на 31 березня 2011 року:
|          | Загалом | Допрацездатний вік | Працездатний вік | Постпрацездатний вік |
| -------- | ------- | ------------------ | ---------------- | -------------------- |
| Чоловіки | 123     | 24                 | 81               | 18                   |
| Жінки    | 137     | 33                 | 74               | 30                   |
| Разом    | 260     | 57                 | 155              | 48                   |